# Apple Thunderbolt Display
Apple Thunderbolt Display is een beeldscherm voor Mac-Computers van Apple Inc. dat werd geïntroduceerd op 20 juli 2011 en gebruikmaakt van de Thunderbolt I/O-technologie (vandaar de naam Thunderbolt Display). Aan het display kunnen maximaal zes apparaten worden aangesloten. Het Apple Thunderbolt Display heeft een 16:9-beeldverhouding met een resolutie van 2560 bij 1440 pixels. In 2016 kondigde Apple aan te stoppen met de verkoop van het Thunderbolt Display.

## Specificaties
- Beeldverhouding: 16:9
- Resolutie: 2560 x 1440
- Diameter: 69 cm (27-inch)
- Reactietijd: 12 ms
- Ingebouwde luidsprekers (49 W)
- Ingebouwde FaceTime-camera (720p)
- Connectiviteit:
  - 3× USB 2.0-poorten
  - Thunderbolt-poort
  - FireWire 800-poort
  - Gigabit Ethernet-poort
- Gewicht: 10,7 kg